# Eurobowl XXVIII
Der Eurobowl XXVIII fand als Endspiel des neu geschaffenen Wettbewerbs Big6 European Football League statt. In den vorangegangenen Jahren war der Eurobowl jeweils das Finale der European Football League. In einem rein deutschen Finale standen sich die Berlin Adler und die New Yorker Lions gegenüber. Mit einem Sieg im heimischen Stadion konnten sich die Berliner ihren zweiten Eurobowl-Titel sichern.
Keines der beiden Teams hatte sich um die Ausrichtung des Spiels beworben, so dass das Spiel von einem neutralen Veranstalter ausgerichtet wurde. Das Heimrecht wurde daher durch Losentscheid festgelegt, wonach Berlin im eigenen Stadion offiziell als Gastmannschaft geführt wurde.

## Der Weg ins Finale
In den vergangenen Jahren stand der Eurobowl am Ende der European Football League. Hierbei ging dem Endspiel eine Play-off-Phase mit Viertel- und Halbfinale voraus. Bei der Integration des Eurobowl in die neu geschaffene Big6 änderte sich auch der Modus. Die Gruppensieger der beiden Vorrundengruppen qualifizierten sich direkt für das Finale.
Die New Yorker Lions hatte es in ihrer Gruppe mit Titelverteidiger Raiffeisen Vikings Vienna und dem Ligakonkurrenten Dresden Monarchs zu tun. Einem 17:10-Sieg in Dresden folgte das Spiel gegen Wien, welches in der Schlussphase durch einen verschossenen Extrapunkt der Lions denkbar knapp mit 13:14 verloren ging. Für ein Weiterkommen mussten die Braunschweiger damit auf einen Sieg von Dresden gegen Wien hoffen, der jedoch mit höchstens 13 Punkten Differenz nicht allzu hoch ausfallen durfte. Durch das 41:35 der Monarchs trat genau dieser Fall ein und die Lions zogen dank der deutschen Schützenhilfe in den Eurobowl ein.
Berlin traf in der Gruppe B auf Vorjahresfinalist Swarco Raiders Tirol sowie auf den Champion aus dem Jahr 2012, die Calanda Broncos. Mit Siegen in beiden Partien qualifizierten sich die Adler ungeschlagen für das Finalspiel.

## Scoreboard
|                                   |                                       |  | Eurobowl XXVIII  |                           |              |  |                                                                           |
|                                   | Berlin 19. Juli 2014 14:00 Uhr (MESZ) |  | New Yorker Lions | \| \| 17 : 20 \| \| \| \| | Berlin Adler |  | Friedrich-Ludwig-Jahn-Sportpark Zuschauer: 2.368 Referee: Bojan Savicevic |
| (7:7, 3:3, 0:7, 7:3) Spielbericht | Berlin 19. Juli 2014 14:00 Uhr (MESZ) |  | New Yorker Lions |                           | Berlin Adler |  | Friedrich-Ludwig-Jahn-Sportpark Zuschauer: 2.368 Referee: Bojan Savicevic |
|                                   | 17 : 20                               |  |                  |                           |              |  |                                                                           |
|                                   |                                       |  |                  |                           |              |  |                                                                           |